# Syndicat mixte des mobilités de l'aire grenobloise
Le Syndicat Mixte des Mobilités de l'Aire Grenobloise, ou SMMAG est l'autorité organisatrice de la mobilité de l'aire urbaine grenobloise. Il est créé le 1er janvier 2020 par transformation du Syndicat mixte des transports en commun de l'agglomération grenobloise (SMTC Grenoble) créé en 1973.
Les membres du SMMAG sont Grenoble-Alpes Métropole, la Communauté d'agglomération du Pays voironnais, la Communauté de communes Le Grésivaudan et le conseil départemental de l'Isère.

## Histoire

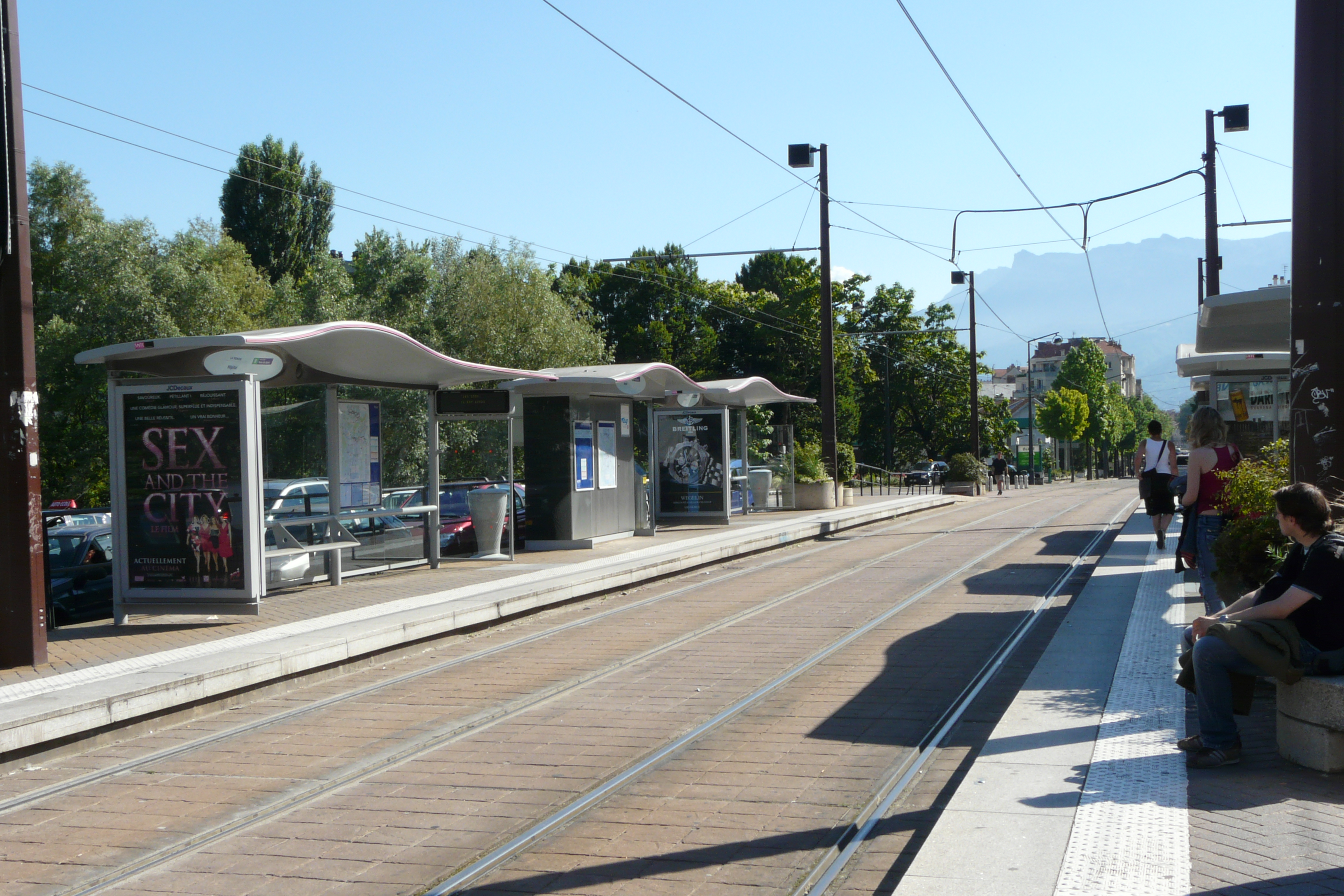
Les arrêts de trams arboré du logo du SMTC, ainsi que sa couleur rose.

### Le SMTC
La création du SMTC Grenoble le 9 octobre 1973 par le Syndicat intercommunal d'étude et de programmation pour l'aménagement de la région grenobloise (SIEPARG) et le conseil général de l'Isère résulte de la volonté des élus grenoblois de moderniser et relancer le réseau de transport en commun grenoblois, alors exploité par la Société grenobloise de tramways électriques (SGTE) qui ne bénéficiait pas de subventions publiques et dont la fréquentation et la qualité de service ne font que diminuer au fil des ans.
La première mesure du SMTC est d'arrêter la concession du réseau à la SGTE le 31 décembre 1974, trois ans avant la date de fin initiale, et d'en confier l'exploitation dès le lendemain à la Société d'économie mixte des transports publics de l'agglomération grenobloise (SEMITAG), le réseau changeant alors de nom au profit de Transports de l'agglomération grenobloise (TAG). La nouvelle compagnie bénéficie de subventions publiques et du versement transport, lui permettant de moderniser rapidement le réseau grenoblois (nouveaux bus, dépôt d'Eybens...).
Le second grand projet, décidé en 1983, est la création du nouveau tramway de Grenoble, mis en service en 1987, qui est le premier réseau de tramway accessible aux personnes à mobilité réduite au monde, dans la continuité de la création d'un service de minibus spécialement aménagés en 1980.
En 2003 le SMTC change son identité visuelle et se rend plus visible auprès du grand public : il s'affiche désormais sur les abribus et arrêts de tramways, ainsi que sur l'ensemble des véhicules.
Une nouvelle délégation de service public (DSP) est conclue en janvier 2006 entre le SMTC et la Semitag pour une durée de 7 ans. Le contrat de DSP prévoit des outils de pilotage et un dispositif qualité avec la certification NF des lignes de transports.
À la suite de la fusion, au 1er janvier 2014, de la Communauté d'agglomération Grenoble Alpes Métropole, de la Communauté de communes du Sud Grenoblois et de la Communauté de communes du Balcon Sud de la Chartreuse, le réseau du SMTC dessert désormais 49 communes.
Le 11 juillet 2019, le SMTC valide l'entrée de la communauté de communes Le Grésivaudan, autorité organisatrice du réseau de bus TouGo, au sein du syndicat qui va évoluer pour devenir le Syndicat mixte des mobilités de l'aire grenobloise le 1er janvier 2020, date d'entrée effective de la communauté de communes.

### Le SMMAG
Le 6 novembre 2019, le SMTC annonce son changement de nom vers le Syndicat mixte des mobilités de l'aire grenobloise (SMMAG) au 1er janvier 2020, avec l'entrée de la Communauté de communes Le Grésivaudan et de la Communauté d'agglomération du Pays voironnais au sein du nouveau syndicat. Au total, 123 communes seront concernées par le même syndicat de transports.
La création du SMMAG donne lieu à une passe d'armes politique entre le département de l'Isère et Grenoble-Alpes Métropole. Le 28 novembre 2019, le département dépose une requête devant le tribunal administratif demandant l'annulation de la délibération du SMTC portant transformation du SMTC en SMMAG, qui est rejetée. Le retrait du département au 1er janvier 2020 est voté et annoncé par Jean-Pierre Barbier en décembre 2019. Cependant, son retour est acté un an plus tard, en mars 2021.
Le SMMAG a pour nouvelles compétences la coordination des différents réseaux organisés par les intercommunalités membres, le développement d'un système d'information aux voyageurs multimodal et la création d'une tarification unifiée. Le SMMAG pourra se voir confier de façon facultative les compétences transport des différentes intercommunalités ainsi que la gestion des lignes Transisère sur son territoire ainsi que des lignes TER[source secondaire souhaitée]. Ainsi les compétences « mobilités urbaines » (transport urbain) et « mobilités partagées » (covoiturage, vélopartage, etc.) de Grenoble-Alpes Métropole et de la Communauté de communes Le Grésivaudan sont transférées au SMMAG tandis que la Communauté d'agglomération du Pays voironnais ne lui transfère que la seconde compétence. 
En janvier 2020, le déploiement de la nouvelle identité est en cours sur les différents supports de communication.

### Identité visuelle (logo)

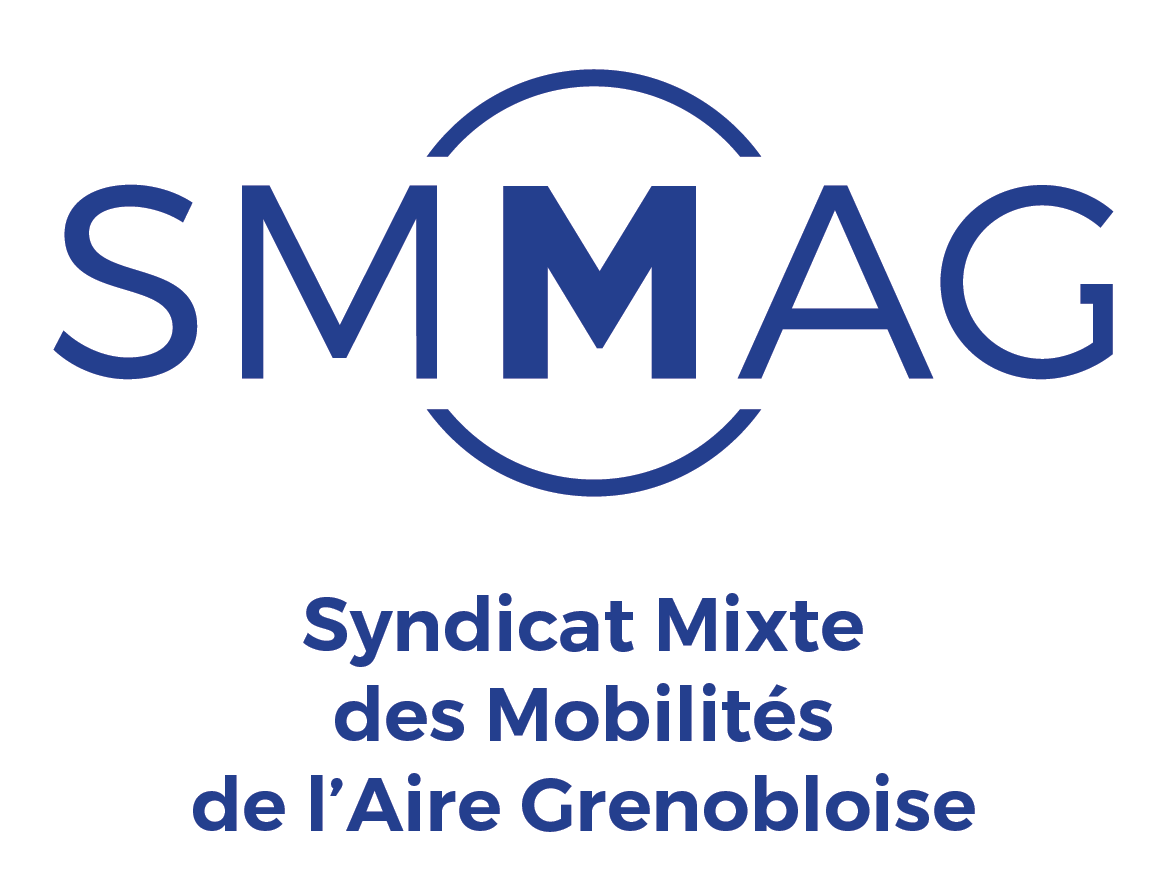
Logo du SMMAG depuis 2020

## Missions et organisation du SMMAG

### Organisation et périmètre
Le SMMAG est l'autorité organisatrice de la mobilité du réseau des Transports de l'agglomération grenobloise (TAG), du réseau de bus TouGo et Pays voironnais Mobilité. 
Le réseau TAG est géré, dans le cadre d'une délégation de service public, par la Société d'économie mixte des transports publics de l'agglomération grenobloise (SEMITAG) depuis la création de cette dernière le 1er janvier 1975 et dont le SMTC, l'ancêtre du SMMAG, en est l'actionnaire majoritaire.
Le SMMAG s’engage alors à verser les subventions nécessaires aux investissements courants et à l’équilibre de l’exploitation.
Au 1er janvier 2020, le périmètre de transport urbain (PTU) du SMMAG s'étend sur trois intercommunalités :
- Grenoble-Alpes Métropole, qui compte 49 communes (soit 443 000 habitants et 545 km2) ;
- La Communauté d'agglomération du Pays voironnais, qui compte 31 communes (soit 93 200 habitants et 395 km2) ;
- La Communauté de communes Le Grésivaudan, qui compte 43 communes (soit 101 000 habitants et 676 km2).

## Politique et administration

### Présidents du SMTC et du SMMAG
La présidence du SMTC a connu une certaine stabilité, huit personnes se sont succédé à ce poste en quarante ans :
- Louis Maisonnat (1973 – 1977) ;
- Gilbert Biessy (1977 – 1985) ;
- Charles Descours (1985 – 1995) ;
- Gilbert Biessy (1995 – 2001) ;
- Claude Bertrand (2001 - 2008) ;
- Marc Baietto (2008 – 2010) ;
- Michel Issindou (2010 - 2014) ;
- Yannick Ollivier (20 janvier 2014- 5 juin 2014) ;
- Yann Mongaburu (5 juin 2014-7 janvier 2020)

Création du SMMAG :
- Yann Mongaburu (7 janvier 2020-8 octobre 2020), au titre de Grenoble-Alpes Métropole ;
- Sylvain Laval (8 octobre 2020-) au titre de Grenoble-Alpes Métropole.

### Comité syndical
Le Comité syndical est constitué de 28 membres :
- 16 élus représentants Grenoble-Alpes Métropole ;
- 4 élus représentant la Communauté d'agglomération du Pays voironnais ;
- 4 élus représentant la Communauté de communes Le Grésivaudan ;
- 4 élus représentant le département de l'Isère.

## Financement
Les 2 sources principales de financement sont le versement transport et la participation des collectivités mandantes. En 2008, la première source correspond à 53 % des recettes totales du SMTC tandis que la Métro et le Conseil Général de l'Isère contribuent eux à hauteur de 43 % de ses recettes.